# Astronomisches Symbol

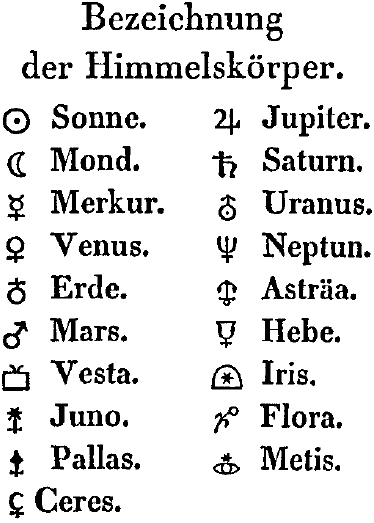
Symbole im Berliner Astronomischen Jahrbuch für 1853

Astronomische Symbole werden benutzt, um Himmelskörper und astronomische Ereignisse darzustellen.

## Verwendung
Die hier aufgeführten Symbole werden hauptsächlich in der Astronomie verwendet. Viele von ihnen finden sich auch in der westlichen Astrologie, die teilweise abweichende Formen benutzt.
In der Alchemie wurden die bekannten sieben Metalle mit den damaligen sieben Planeten (Planetenmetalle) und Wochentagen assoziiert. Noch in Tagebüchern der Renaissance (beispielsweise Schiffstagebuch von Vitus Bering) und in Tagebüchern des 18. Jahrhunderts (z. B. einem Bautagebuch des Gutes Wilsnack von 1724) werden diese Symbole oft in den Datumsangaben für die Wochentage verwendet.

## Himmelskörper
| Name    | Symbol          | Unicode- Zeichen*                          | Bedeutung                                                                                                   |
| ------- | --------------- | ------------------------------------------ | --- |
| Merkur  | Merkur          | U+263F mercury: ☿                          | Merkurs Flügelhelm und Hermesstab; Quecksilber, Mittwoch                                                    |
| Venus   | Venus           | U+2640 female sign: ♀                      | Handspiegel der Venus (siehe: Venussymbol); Kupfer, Freitag                                                 |
| Erde    | Erde            | U+1F728 alchemical symbol for verdigris: 🜨 | Globus mit Äquator und dem Nullmeridian                                                                     |
| Erde    | Earth           | U+2641 earth: ♁**                          | Erdkugel mit aufgestecktem Kreuz (Reichsapfel), gespiegeltes Venussymbol; Antimon (siehe: ♁)                |
| Mars    | Mars            | U+2642 male sign: ♂                        | Schild und Speer des Mars (siehe: Marssymbol), Eisen, Dienstag                                              |
| Jupiter | Jupiter         | U+2643 jupiter: ♃                          | Jupiters Blitz oder Adler; Zinn, Donnerstag                                                                 |
| Saturn  | Saturn          | U+2644 saturn: ♄                           | Saturns Sichel oder Sense; Blei, Samstag                                                                    |
| Uranus  | Uranus          | U+26E2 astronomical symbol for uranus:⛢    | Eines der zwei alchemistischen Symbole für Platin oder eine Kombination aus den Symbolen für Mars und Sonne |
| Uranus  | Uranus          | U+2645 uranus: ♅                           | „H“ vom Nachnamen des Entdeckers (Wilhelm Herschel), wird fast ausschließlich in der Astrologie verwendet   |
| Neptun  | Neptun · Neptun | U+2646 neptune: ♆                          | Neptuns Dreizack                                                                                            |
| Neptun  |                 | U+2BC9 neptune form two: ⯉                 | „LV“ vom Nachnamen des Entdeckers (Le Verrier) wurde fast nur in der französischen Literatur verwendet      |

| Name           | Symbol        | Unicode- Zeichen*          | Bedeutung                                                            |
| -------------- | ------------- | -------------------------- | -------------------------------------------------------------------- |
| (1) Ceres      | Ceres         | U+26B3 ceres: ⚳            | Sichel; vgl. Sichelsymbol von Saturn                                 |
| (134340) Pluto | Pluto         | U+2647 pluto: ♇            | „PL“ für Pluto bzw. Percival Lowell                                  |
| (134340) Pluto | Pluto · Pluto | U+2BD3 pluto form two: ⯓   | weiteres Plutosymbol einiger Astrologen                              |
| (134340) Pluto | Pluto · Pluto | U+2BD6 pluto form five: ⯖  | weiteres Plutosymbol einiger Astrologen, hauptsächlich in Nordeuropa |
| (134340) Pluto | Pluto · Pluto | U+2BD4 pluto form three: ⯔ | weiteres Plutosymbol einiger Astrologen, hauptsächlich in Südeuropa  |

| Name            | Symbol | Unicode- Zeichen*                                                         | Bedeutung |
| --------------- | ------ | ------------------------------------------------------------------------- | --- |
| (2) Pallas      | Pallas | U+26B4 pallas: ⚴                                                          | Modifiziertes Venussymbol oder Schild der Athene? |
| (3) Juno        | Juno   | U+26B5 juno: ⚵                                                            | Pfau (Symbol der Juno) |
| (4) Vesta       | Vesta  | U+26B6 vesta: ⚶                                                           | Herdfeuer |
| (4) Vesta       |        |                                                                           | |
| (4) Vesta       |        | ähnlich U+2656 white chess rook: ♖                                        | Feueraltar |
| (5) Astraea     |        | ähnlich U+2693 anchor: ⚓                                                 | Anker der Gerechtigkeit |
| (5) Astraea     |        | ähnlich U+2696 scales: ⚖                                                  | Waage der Gerechtigkeit |
| (6) Hebe        |        | ähnlich U+1F377 wine glass: 🍷︎                                            | Kelch, Weinglas |
| (6) Hebe        |        | ähnlich U+1F377 wine glass: 🍷︎                                            | Kelch, Weinglas |
| (7) Iris        |        |                                                                           | Regenbogen mit Stern im Inneren |
| (7) Iris        |        |                                                                           | Regenbogen mit Stern im Inneren |
| (8) Flora       |        | ähnlich U+2698 flower: ⚘                                                  | Stilisierte Blume |
| (9) Metis       |        |                                                                           | Auge unter einem Stern |
| (10) Hygiea     |        | ähnlich U+1F54F bowl of hygieia: 🕏                                        | Schlange mit Stern |
| (10) Hygiea     |        | U+2695 staff of aesculapius: ⚕                                            | Äskulapstab |
| (11) Parthenope |        |                                                                           | Aufgestellter Fisch mit Stern |
| (11) Parthenope |        | Harfe                                                                     | |
| (12) Victoria   |        |                                                                           | Lorbeerzweig über einem Stern (umgekehrtes Pentagramm) „ein Stern mit einem Lorbeerzweig“ |
| (12) Victoria   |        |                                                                           | Lorbeerzweig über einem Stern (umgekehrtes Pentagramm) „ein Stern mit einem Lorbeerzweig“ |
| (13) Egeria     |        | ähnlich U+1F6E1 shield: 🛡                                                 | Schild (eigentlich ein Buckler) mit Stern (umgedrehtes Hexagramm) |
| (14) Irene      |        | ähnlich U+1F54A dove of peace: 🕊 bzw. U+1315B egyptian hieroglyph g024: 𓅛 | Wird als „Taube mit Olivenzweig und Stern“ beschrieben |
| (15) Eunomia    |        | ähnlich U+2661 white heart suit: ♡                                        | Langgezogenes weißes Herz unter einem Stern (umgedrehtes Hexagramm) |
| (16) Psyche     |        | ähnlich U+2313 segment: ⌓                                                 | Schmetterlingsflügel unter einem Stern (umgedrehtes Hexagramm) |
| (17) Thetis     |        | ähnlich U+223F sine wave: ∿                                               | Delfin und Stern „wodurch der der silberfüssigen Göttinn geheiligte Delphin angedeutet wird“ |
| (18) Melpomene  |        | ähnlich U+2667 white club suit: ♧ bzw. U+2670 west syriac cross: ♰        | Kleeblattförmiger Dolch oder Kreuz über einem Stern (umgedrehtes Hexagramm) |
| (19) Fortuna    |        | ähnlich U+2638 wheel of dharma: ☸                                         | Rad unter einem Stern (umgedrehtes Hexagramm) |
| (26) Proserpina |        | ähnlich U+235F apl functional symbol circle star: ⍟                       | Granatapfel mit einem Stern (Hexagramm) im Innern |
| (28) Bellona    |        | ähnlich U+2224 does not divide: ∤                                         | Geißel und Spieß der Göttin Bellona (kriegerische Schwester des Mars) |
| (29) Amphitrite |        | ähnlich U+262A star and crescent: ☪                                       | Halbmond mit Stern (umgedrehtes Hexagramm) in waagerechter Form |
| (35) Leukothea  |        | ähnlich U+FF62 halfwidth left corner bracket: ｢                           | „Leuchtturm in antiker Form“ |
| (37) Fides      |        | ähnlich U+2722 four teardrop-spoked asterisk: ✢ und U+271D latin cross: † | „Zeichen eines Kreuzes“, im Originaldruck mit runden und tropfenförmig verbreiterten Enden |
| (2060) Chiron   |        | U+26B7 chiron: ⚷                                                          | umgedrehter Schlüssel; wird von manchen Astrologen verwendet und wurde auf dieser Basis als Unicode-Zeichen standardisiert, ohne dass ihm von Seiten einer astronomischen Organisation offiziellen Status zugeschrieben wurde |
| (7066) Nessus   |        | U+2BDC nessus: ⯜                                                          | |
| (5145) Pholus   |        | U+2BDB pholus: ⯛                                                          | |

* Die Unicode-Zeichen können abhängig vom verwendeten Zeichensatz unter Umständen nicht richtig dargestellt werden. In diesem Fall sollte ein unicodefähiger Zeichensatz verwendet werden. Die Zeichen für Ceres, Pallas, Juno, Vesta und Chiron wurden erst in Unicode 5.1 (April 2008) im Block Miscellaneous Symbols unter Astrologische Symbole integriert; für die Darstellung wird ein aktueller Unicode-5.1-fähiger Zeichensatz benötigt. Das Symbol für Erde 🜨 (U+1F728) wird erst ab Unicode 6.0 unterstützt.
| Name                    | Symbol                           | Unicode- Zeichen*                                                | Bedeutung |
| ----------------------- | -------------------------------- | ---------------------------------------------------------------- | --- |
| Zunehmender Sichelmond  | Zunehmender Sichelmond           | U+1F312 waxing crescent moon symbol: 🌒                          | Zunehmender Mond (wie vom Norden der Erde gesehen); Silber, Montag; Neulicht in den Tagen kurz nach Neumond; Mond- oder Sonnenfinsternis         |
| Zunehmender Halbmond    | Erstes Viertel                   | U+1F313 first quarter moon symbol: 🌓                            | Erstes Viertel |
| Zunehmender Mond        | Vorspringender, zunehmender Mond | U+1F314 waxing gibbous moon symbol: 🌔                           | zunehmender Mond |
| Vollmond                | Vollmond                         | U+1F315 full moon symbol: 🌕 bzw. U+26AA medium white circle: ⚪ | Zweites Viertel |
| Abnehmender Mond        | Vorspringender, abnehmender Mond | U+1F316 waning gibbous moon symbol: 🌖                           | abnehmender Mond |
| Abnehmender Halbmond    | Letztes Viertel                  | U+1F317 last quarter moon symbol: 🌗                             | Letztes Viertel |
| Abnehmender Sichelmond  | Abnehmender Sichelmond           | U+1F318 waning crescent moon symbol: 🌘                          | Mond (der Himmelskörper); Abnehmender Mond; Altlicht in den Tagen kurz vor Neumond; Mond- oder Sonnenfinsternis                                  |
| Neumond                 | Neumond                          | U+1F311 new moon symbol: 🌑 bzw. U+26AB medium black circle: ⚫  | Sonnenfinsternis |
| Steigender Mond         | Mondschiffchen                   |                                                                  | Mondschiffchen; Erntemond; Tagbogen des Mondes erhöht sich (obsigend) wird fast ausschließlich von Astrologen verwendet                          |
| Fallender Mond          | Stehende Mondsichel              |                                                                  | Stehende Mondsichel; Pflanzmond; Tagbogen des Mondes wird niedriger (nidsigend); (vgl. Sonnenwende und Äquinoktium)                              |
| „Schwarzer Mond“ Lilith |                                  | U+26B8 black moon lilith: ⚸                                      | in der Astrologie für Lilith als der „Schwarze Mond“ (heute gleichgesetzt mit dem Apogäum oder dem zweiten Brennpunkt der elliptischen Mondbahn) |

| Name  | Symbol | Unicode- Zeichen*        | TeX   | Bedeutung                   |
| ----- | ------ | ------------------------ | ----- | --------------------------- |
| Sonne | Sonne  | U+2609 sun: ☉            | \odot | Sonnensymbol; Gold, Sonntag |
| Stern | Stern  | U+2731 heavy asterisk: ✱ |       | Fixstern                    |
| Komet | Komet  | U+2604 comet: ☄          |       | Komet; Schweifstern         |

## Konstellationen
| Name            | Symbol          | Unicode- Zeichen*              | Bedeutung |
| --------------- | --------------- | ------------------------------ | --- |
| Widder          | Widder          | U+2648 aries: ♈ bzw. ♈︎       | bezeichnet in der Astronomie speziell den mittleren Frühlingäquinoktialpunkt (Widderpunkt, First point of Aries) |
| Stier           | Stier           | U+2649 taurus: ♉ bzw. ♉︎      | |
| Zwillinge       | Zwillinge       | U+264A gemini: ♊ bzw. ♊︎      | |
| Krebs           | Krebs           | U+264B cancer: ♋ bzw. ♋︎      | bezeichnet in der Astronomie speziell das mittlere Sommersolstitium (Punkt der Sonnenwende)                      |
| Löwe            | Löwe            | U+264C leo: ♌ bzw. ♌︎         | |
| Jungfrau        | Jungfrau        | U+264D virgo: ♍ bzw. ♍︎       | |
| Waage           | Waage           | U+264E libra: ♎ bzw. ♎︎       | bezeichnet in der Astronomie speziell den mittleren Herbstäquinoktialpunkt (Waagepunkt)                          |
| Skorpion        | Skorpion        | U+264F scorpius: ♏ bzw. ♏︎    | |
| Schlangenträger | Schlangenträger | U+26CE ophiuchus: ⛎           | |
| Schütze         | Schütze         | U+2650 sagittarius: ♐ bzw. ♐︎ | |
| Steinbock       | Steinbock       | U+2651 capricorn: ♑ bzw. ♑︎   | bezeichnet in der Astronomie speziell das mittlere Wintersolstitium (Punkt der Sonnenwende)                      |
| Wassermann      | Wassermann      | U+2652 aquarius: ♒ bzw. ♒︎    | |
| Fische          | Fische          | U+2653 pisces: ♓ bzw. ♓︎      | |

## Aspekte
| Name                           | Symbol              | Unicode- Zeichen*                                                      | Bedeutung |
| ------------------------------ | ------------------- | ---------------------------------------------------------------------- | --------- |
| Aufsteigender Knoten           | a.Knoten            | U+260A ascending node: ☊                                               |           |
| Absteigender Knoten            | d.Knoten            | U+260B descending node: ☋                                              |           |
| Konjunktion                    | Konjunktion         | U+260C conjunction: ☌                                                  |           |
| Opposition                     | Opposition          | U+260D opposition: ☍                                                   |           |
| Quadratur                      | Quadratur           | U+25A1 white square: □                                                 |           |
| Trigon (Astrologie)            | Trigon (Astronomie) | U+25B3 white up-pointing triangle: △                                   |           |
| Sextil                         | Sextil              | U+26B9 sextile: ⚹                                                      |           |
| Quinkunx (Astrologie)          | Quinkunx            | U+26BB quincunx: ⚻                                                     |           |
| Semisextil (Astrologie)        | Semisextil          | U+26BA semisextile: ⚺                                                  |           |
| Halbquadrat (Astrologie)       | Halbquadrat         | U+2220 angle: ∠                                                        |           |
| Anderthalbquadrat (Astrologie) | Anderthalbquadrat   | U+26BC sesquiquadrate: ⚼                                               |           |
| Quintil (Astrologie)           | Q                   | U+0051 latin capital letter q: Q                                       |           |
| Biquintil (Astrologie)         | bQ                  | ähnlich U+266D music flat sign: ♭ und U+0051 latin capital letter q: Q |           |

** Je nach dem verwendeten Zeichensatz wird das Zeichen U+2641 als  oder  angezeigt.

## Neue Entwürfe
Die meisten Kleinplaneten und alle Monde, ausgenommen der der Erde, haben keine in allgemeinem Gebrauch befindlichen astronomischen Symbole. Gleiches gilt, mit Ausnahme der Tierkreiszeichen, auch für die Sternbilder.
Die NASA hat Symbole für die größeren Zwergplaneten verwendet:
- (136199) Eris
- (136108) Haumea
- (136472) Makemake

Einige zusätzliche Symbole werden in der Astrologie häufig verwendet:
- (90377) Sedna
- (225088) Gonggong
- (50000) Quaoar
- (90482) Orcus